# Legumau
Der Legumau (auch Legumaw, Laqumau oder Monte Apara) hat je nach Quelle eine Höhe von 1221 m, 1228 m, 1263 m oder 1297 m. Er ist damit der höchste Berg der osttimoresischen Gemeinde Lautém. Er liegt in dessen Verwaltungsamt Luro, im Süden des Suco Lacawa, nahe der Grenze zur Gemeinde Baucau.
Der Berg war 1978 eine Basis der FALINTIL, der Widerstandsbewegung gegen die indonesische Besatzung (1975–1999). Erst im Juni 1978 wurde sie aufgegeben, als die indonesischen Streitkräfte von Uatucarbau heranrückten. Die Osttimoresen zogen weiter nach Lavateri und schließlich zum Matebian.